# Silinges

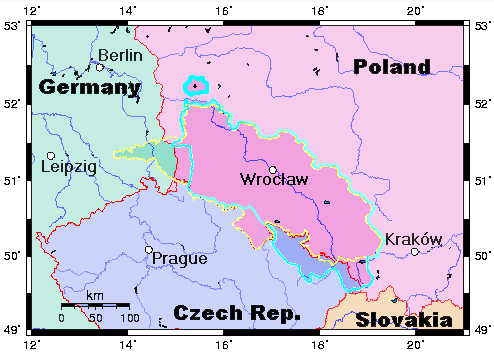
Territori de Silèsia.

Els silinges (Silingae, Σιλίγγαι) foren un poble de Germania que vivia al sud dels sèmnons entre el Mons Asciburgius i el riu Albis (Elba). El seu nom s'ha conservat en la moderna Silèsia.